# Юрьянский район
Юрья́нский райо́н — административно-территориальная единица (район) и муниципальное образование (муниципальный район) на севере центральной части Кировской области России.
Административный центр — посёлок городского типа Юрья. 
Крупнейший населённый пункт — пгт Мурыгино.

## География
Площадь — 3010 км². Основные реки — Вятка, Великая, Юрья, Медянка, Волосница, Сизьма. В районе имеется также 18 озёр и 6 прудов.

## История
Юрьянский район образован 12 января 1965 года Указом Президиума Верховного Совета РСФСР в результате разукрупнения Мурашинского района в границах бывшего Верховинского района. В состав района вошли:
- из Мурашинского района: Березовский, Буяковский, Великовский, Верховинский, Верходворский, Высоковский, Ивановский, Мелеховский, Пышакский, Скутинский сельсоветы и рабочий посёлок Юрья.
- из Халтуринского района: Великорецкий, Загарский, Ложкарский, Медянский, Монастырский с/с
- их Кирово-Чепецкого района: р.п. Мурыгино.

7 декабря 1966 года из Ивановского с/с был выделен Кокинский с/с.
7 октября 1968 года Мелеховский с/с был переименован в Шубянский.
19 апреля 1976 года из Медянского с/с был выделен Подгорцевский с/с.
9 ноября 1981 года из Загарского с/с был выделен Гирсовский с/с.
23 октября 1984 года образован Северный с/с.
9 апреля 1996 года сельсоветы преобразованы в сельские округа.
1 ноября 1996 года Буяковский с/о переименован в Серединовский, а Скутинский с/о — в Сусловский.
2 апреля 2002 года Серединовский с/о был присоединён к Верховинскому.
С 1 января 2006 года согласно Закону Кировской области от 07.12.2004 № 284-ЗО на территории района образованы 13 муниципальных образований: 2 городских и 11 сельских поселений.
21 февраля 2007 года Березовский с/с был присоединён к Ивановскому, Великовский, Верходворский, Пышакский и Сусловский — к Верховинскому, Кокинский — к Ложкарскому, Шубянский — к Северному.
Законом Кировской области от 30 апреля 2009 года № 371-ЗО Ивановское и Северное сельские поселения объединены в Ивановское сельское поселение с административным центром в деревне Ивановщина; Загарское и Ложкарское сельские поселения объединены в Загарское сельское поселение с административным центром в селе Загарье.
Законом Кировской области от 25 июля 2012 года № 181-ЗО Высоковское, Монастырское и Подгорцевское сельские поселения объединены в Подгорцевское сельское поселение с административным центром в деревне Подгорцы.

## Население
| 1970    | 1979    | 1989    | 2002    | 2009    | 2010    | 2011    | 2012    | 2013    |
| ------- | ------- | ------- | ------- | ------- | ------- | ------- | ------- | ------- |
| 31 509  | ↘30 965 | ↗34 582 | ↘22 893 | ↘20 456 | ↘20 128 | ↘20 069 | ↘19 748 | ↘19 661 |
| 2014    | 2015    | 2016    | 2017    | 2018    | 2019    | 2020    | 2021    |         |
| ↘19 549 | ↘19 346 | ↘19 224 | ↘19 025 | ↘18 698 | ↘18 343 | ↘18 050 | ↘16 673 |         |

### Урбанизация
В городских условиях (пгт Мурыгино и Юрья) проживают 67,97 % населения района.

## Муниципально-территориальное устройство
В Юрьянском районе 143 населённых пункта в составе 2 городских и 7 сельских поселений:
| № | Городские и сельские поселения   | Административный центр | Количество населённых пунктов | Население | Площадь, км2 |
| - | -------------------------------- | ---------------------- | ----------------------------- | --------- | ------------ |
| 1 | Мурыгинское городское поселение  | пгт Мурыгино           | 1                             | ↘6279     |              |
| 2 | Юрьянское городское поселение    | пгт Юрья               | 1                             | ↘5054     |              |
| 3 | Великорецкое сельское поселение  | село Великорецкое      | 8                             | ↗330      |              |
| 4 | Верховинское сельское поселение  | село Верховино         | 32                            | ↘734      |              |
| 5 | Гирсовское сельское поселение    | посёлок Гирсово        | 6                             | ↘935      |              |
| 6 | Загарское сельское поселение     | село Загарье           | 24                            | ↘1210     |              |
| 7 | Ивановское сельское поселение    | деревня Ивановщина     | 16                            | ↗620      |              |
| 8 | Медянское сельское поселение     | село Медяны            | 27                            | ↗613      |              |
| 9 | Подгорцевское сельское поселение | деревня Подгорцы       | 28                            | ↘898      |              |

| №   | Населённый пункт  | Тип                     | Население | Муниципальное образование        |
| --- | ----------------- | ----------------------- | --------- | -------------------------------- |
| 1   | 44 км             | железнодорожная казарма | 2         | Загарское сельское поселение     |
| 2   | 50 км             | железнодорожная казарма | 7         | Подгорцевское сельское поселение |
| 3   | 61 км             | железнодорожная казарма | 3         | Подгорцевское сельское поселение |
| 4   | Агалаченки        | деревня                 | 19        | Великорецкое сельское поселение  |
| 5   | Ардичи            | деревня                 | 4         | Великорецкое сельское поселение  |
| 6   | Бакичи            | деревня                 | 0         | Медянское сельское поселение     |
| 7   | Безводное         | деревня                 | 11        | Ивановское сельское поселение    |
| 8   | Березово          | село                    | 22        | Ивановское сельское поселение    |
| 9   | Богомоловы        | деревня                 | 0         | Верховинское сельское поселение  |
| 10  | Большие Барановы  | деревня                 | 7         | Великорецкое сельское поселение  |
| 11  | Большое Долгое    | деревня                 | 4         | Подгорцевское сельское поселение |
| 12  | Большое Чураково  | деревня                 | 8         | Медянское сельское поселение     |
| 13  | Большой Вострец   | деревня                 | 6         | Ивановское сельское поселение    |
| 14  | Боярки            | деревня                 | 9         | Медянское сельское поселение     |
| 15  | Брюханы           | деревня                 | 0         | Медянское сельское поселение     |
| 16  | Брязга            | деревня                 | #Н/Д      | Ивановское сельское поселение    |
| 17  | Булычево          | деревня                 | 0         | Подгорцевское сельское поселение |
| 18  | Варзеги           | деревня                 | 2         | Ивановское сельское поселение    |
| 19  | Васенины          | деревня                 | 5         | Медянское сельское поселение     |
| 20  | Великая           | железнодорожная станция | 173       | Верховинское сельское поселение  |
| 21  | Великорецкое      | село                    | 327       | Великорецкое сельское поселение  |
| 22  | Верхняя Горца     | деревня                 | 3         | Загарское сельское поселение     |
| 23  | Верховино         | село                    | 454       | Верховинское сельское поселение  |
| 24  | Верходворье       | село                    | 157       | Верховинское сельское поселение  |
| 25  | Воробей           | деревня                 | 2         | Ивановское сельское поселение    |
| 26  | Высоково          | деревня                 | 251       | Подгорцевское сельское поселение |
| 27  | Высокораменье     | деревня                 | 4         | Верховинское сельское поселение  |
| 28  | Вязовое           | деревня                 | 2         | Подгорцевское сельское поселение |
| 29  | Гавричи           | деревня                 | 0         | Подгорцевское сельское поселение |
| 30  | Гирсово           | железнодорожная станция | 75        | Гирсовское сельское поселение    |
| 31  | Гирсово           | посёлок                 | 981       | Гирсовское сельское поселение    |
| 32  | Гирсовский карьер | населённый пункт        | 43        | Гирсовское сельское поселение    |
| 33  | Головни           | деревня                 | 4         | Верховинское сельское поселение  |
| 34  | Демидовы          | деревня                 | 0         | Медянское сельское поселение     |
| 35  | Дидино            | деревня                 | 13        | Загарское сельское поселение     |
| 36  | Домраченки        | деревня                 | 22        | Медянское сельское поселение     |
| 37  | Дрягуны           | деревня                 | 2         | Верховинское сельское поселение  |
| 38  | Евля              | починок                 | 0         | Верховинское сельское поселение  |
| 39  | Ежи               | деревня                 | 7         | Верховинское сельское поселение  |
| 40  | Загарье           | село                    | 1051      | Загарское сельское поселение     |
| 41  | Заимка            | деревня                 | 0         | Верховинское сельское поселение  |
| 42  | Заложена          | деревня                 | 1         | Великорецкое сельское поселение  |
| 43  | Замежница         | деревня                 | 21        | Подгорцевское сельское поселение |
| 44  | Замятины          | деревня                 | 0         | Загарское сельское поселение     |
| 45  | Запольцы          | деревня                 | 0         | Медянское сельское поселение     |
| 46  | Заречевщина       | деревня                 | 0         | Подгорцевское сельское поселение |
| 47  | Зверевы           | деревня                 | 2         | Загарское сельское поселение     |
| 48  | Зимняя            | деревня                 | 5         | Ивановское сельское поселение    |
| 49  | Зоновы            | деревня                 | 0         | Медянское сельское поселение     |
| 50  | Зуды              | деревня                 | 0         | Подгорцевское сельское поселение |
| 51  | Зяблец            | деревня                 | 3         | Загарское сельское поселение     |
| 52  | Ивановщина        | деревня                 | 262       | Ивановское сельское поселение    |
| 53  | Искра             | деревня                 | 14        | Гирсовское сельское поселение    |
| 54  | Кибра             | деревня                 | 2         | Верховинское сельское поселение  |
| 55  | Кленовое          | деревня                 | 1         | Загарское сельское поселение     |
| 56  | Коврижки          | деревня                 | 1         | Подгорцевское сельское поселение |
| 57  | Козлово           | деревня                 | 0         | Подгорцевское сельское поселение |
| 58  | Кокино            | деревня                 | 142       | Ивановское сельское поселение    |
| 59  | Колчаны           | деревня                 | 0         | Подгорцевское сельское поселение |
| 60  | Колышманы         | деревня                 | 0         | Медянское сельское поселение     |
| 61  | Колышманы         | деревня                 | 0         | Подгорцевское сельское поселение |
| 62  | Комарово          | деревня                 | 16        | Подгорцевское сельское поселение |
| 63  | Коробейники       | деревня                 | 0         | Ивановское сельское поселение    |
| 64  | Кострово          | деревня                 | 0         | Ивановское сельское поселение    |
| 65  | Крохотки          | деревня                 | 4         | Подгорцевское сельское поселение |
| 66  | Кузнецовщина      | деревня                 | 6         | Медянское сельское поселение     |
| 67  | Куниченки         | деревня                 | 0         | Загарское сельское поселение     |
| 68  | Лаптевы           | деревня                 | 1         | Медянское сельское поселение     |
| 69  | Лени              | деревня                 | 4         | Медянское сельское поселение     |
| 70  | Лифановы          | деревня                 | 0         | Загарское сельское поселение     |
| 71  | Логинцы           | деревня                 | 0         | Верховинское сельское поселение  |
| 72  | Ложкари           | деревня                 | 455       | Загарское сельское поселение     |
| 73  | Лызгач            | деревня                 | 8         | Верховинское сельское поселение  |
| 74  | Макаренки         | деревня                 | 0         | Медянское сельское поселение     |
| 75  | Малое Долгое      | деревня                 | 3         | Подгорцевское сельское поселение |
| 76  | Малое Чураково    | деревня                 | 0         | Медянское сельское поселение     |
| 77  | Марочканы         | деревня                 | 0         | Верховинское сельское поселение  |
| 78  | Медянка           | железнодорожная станция | 12        | Подгорцевское сельское поселение |
| 79  | Медяны            | село                    | 469       | Медянское сельское поселение     |
| 80  | Мерзляки          | деревня                 | 0         | Верховинское сельское поселение  |
| 81  | Михоничи          | деревня                 | 13        | Верховинское сельское поселение  |
| 82  | Монастырское      | село                    | 364       | Подгорцевское сельское поселение |
| 83  | Моргуново         | деревня                 | 1         | Подгорцевское сельское поселение |
| 84  | Моржаны           | деревня                 | 0         | Загарское сельское поселение     |
| 85  | Мосинский         | железнодорожный разъезд | 2         | Верховинское сельское поселение  |
| 86  | Мосинский         | посёлок                 | 69        | Верховинское сельское поселение  |
| 87  | Мурыгино          | пгт                     | ↘6279     | Мурыгинское городское поселение  |
| 88  | Мыльниковы        | деревня                 | 1         | Загарское сельское поселение     |
| 89  | Мясниковы         | деревня                 | 8         | Загарское сельское поселение     |
| 90  | Нестеровичи       | деревня                 | 1         | Загарское сельское поселение     |
| 91  | Нижняя Горца      | деревня                 | 3         | Загарское сельское поселение     |
| 92  | Никольская ГЭС    | деревня                 | 1         | Медянское сельское поселение     |
| 93  | Никольский Затон  | деревня                 | 21        | Гирсовское сельское поселение    |
| 94  | Ожеговщина        | деревня                 | 28        | Загарское сельское поселение     |
| 95  | Ольковы           | деревня                 | 3         | Медянское сельское поселение     |
| 96  | Осиновица         | деревня                 | 0         | Подгорцевское сельское поселение |
| 97  | Пашичи            | деревня                 | 0         | Загарское сельское поселение     |
| 98  | Пестерово         | деревня                 | 10        | Загарское сельское поселение     |
| 99  | Подгорцы          | деревня                 | 527       | Подгорцевское сельское поселение |
| 100 | Подпоговская      | деревня                 | 3         | Загарское сельское поселение     |
| 101 | Пожарское         | деревня                 | 0         | Верховинское сельское поселение  |
| 102 | Полом             | деревня                 | 0         | Подгорцевское сельское поселение |
| 103 | Поломоховщина     | деревня                 | 2         | Верховинское сельское поселение  |
| 104 | Пыхтеевы          | деревня                 | 2         | Ивановское сельское поселение    |
| 105 | Пышак             | село                    | 129       | Верховинское сельское поселение  |
| 106 | Рубленки          | деревня                 | 44        | Загарское сельское поселение     |
| 107 | Савватеевщина     | деревня                 | 1         | Подгорцевское сельское поселение |
| 108 | Салковица         | деревня                 | 4         | Верховинское сельское поселение  |
| 109 | Самыленки         | деревня                 | 3         | Загарское сельское поселение     |
| 110 | Северный          | посёлок                 | 236       | Ивановское сельское поселение    |
| 111 | Серегово          | деревня                 | 0         | Верховинское сельское поселение  |
| 112 | Середина          | деревня                 | 6         | Верховинское сельское поселение  |
| 113 | Сержантовы        | деревня                 | 0         | Верховинское сельское поселение  |
| 114 | Сидоровщина       | деревня                 | 0         | Медянское сельское поселение     |
| 115 | Силины            | деревня                 | 1         | Подгорцевское сельское поселение |
| 116 | Скородум          | деревня                 | 2         | Ивановское сельское поселение    |
| 117 | Скутины           | деревня                 | 1         | Верховинское сельское поселение  |
| 118 | Слободино         | деревня                 | 6         | Гирсовское сельское поселение    |
| 119 | Сомовщина         | деревня                 | 0         | Медянское сельское поселение     |
| 120 | Сорокины          | деревня                 | 18        | Медянское сельское поселение     |
| 121 | Спащина           | деревня                 | 0         | Медянское сельское поселение     |
| 122 | Стариченки        | деревня                 | 0         | Великорецкое сельское поселение  |
| 123 | Стеничи           | деревня                 | 2         | Медянское сельское поселение     |
| 124 | Сусловы           | деревня                 | 56        | Верховинское сельское поселение  |
| 125 | Сырченки          | деревня                 | 6         | Загарское сельское поселение     |
| 126 | Таланники         | деревня                 | 0         | Верховинское сельское поселение  |
| 127 | Темерево          | деревня                 | 24        | Верховинское сельское поселение  |
| 128 | Тиминцы           | деревня                 | 6         | Загарское сельское поселение     |
| 129 | Тришичи           | деревня                 | 0         | Великорецкое сельское поселение  |
| 130 | Тутыги            | деревня                 | 9         | Ивановское сельское поселение    |
| 131 | Устиновичи        | деревня                 | 0         | Медянское сельское поселение     |
| 132 | Устье             | деревня                 | 0         | Медянское сельское поселение     |
| 133 | Фролы             | деревня                 | 3         | Подгорцевское сельское поселение |
| 134 | Хлысталово        | деревня                 | 0         | Верховинское сельское поселение  |
| 135 | Храмушины         | деревня                 | 0         | Медянское сельское поселение     |
| 136 | Цепели            | деревня                 | 0         | Верховинское сельское поселение  |
| 137 | Чащинский         | железнодорожный разъезд | #Н/Д      | Подгорцевское сельское поселение |
| 138 | Чигари            | деревня                 | 0         | Великорецкое сельское поселение  |
| 139 | Шараповы          | деревня                 | 2         | Верховинское сельское поселение  |
| 140 | Шибаны            | деревня                 | 2         | Медянское сельское поселение     |
| 141 | Шубяны            | деревня                 | 39        | Ивановское сельское поселение    |
| 142 | Шура              | деревня                 | 12        | Подгорцевское сельское поселение |
| 143 | Юрья              | пгт                     | ↘5054     | Юрьянское городское поселение    |

## Председатели райисполкома
С 1929 по 1991 годы в райисполкоме председательствовали:
| Ф. И. О.                      | Время замещения должности   |
| ----------------------------- | --------------------------- |
| Вихарев Александр Алексеевич  | июнь – ноябрь 1929          |
| Рыков Степан Иванович         | ноябрь 1929 – ноябрь 1930   |
| Быков Иван Тимофеевич         | ноябрь 1930 – март 1931     |
| Левашов Сергей Васильевич     | октябрь 1931 – январь 1933  |
| Смирнов Петр Логинович        | январь 1933 – август 1936   |
| Мамылов Иван Борисович        | август 1936 – сентябрь 1939 |
| Зонов Федор Афанасьевич       | январь 1940 – июнь 1945     |
| Сорокин Михаил Алексеевич     | июнь 1945 – март 1947       |
| Сысолятин Афанасий Исаевич    | июнь 1947 – август 1948     |
| Шулаков Петр Васильевич       | ноябрь 1948 – октябрь 1951  |
| Плехов Алексей Николаевич     | ноябрь 1951 – май 1952      |
| Семенов Николай Полиектович   | май 1952 – март 1956        |
| Ермилов Петр Степанович       | апрель 1956 – август 1957   |
| Гаврилов Михаил Тихонович     | август 1957 – март 1958     |
| Скворцова Мария Васильевна    | март – октябрь 1958         |
| Шулаков Петр Васильевич       | октябрь 1958 – ноябрь 1960  |
| Смирнов Трифон Иванович       | ноябрь 1960 – апрель 1961   |
| Скурихин Алексей Владимирович | июль 1961 – декабрь 1962    |
| Предеин Геннадий Михайлович   | январь 1965 – май 1974      |
| Михеев Аркадий Александрович  | май – ноябрь 1974           |
| Шубин Николай Федорович       | ноябрь 1974 – январь 1978   |
| Метелев Анатолий Кондратьевич | февраль 1978 – ноябрь 1979  |
| Никитин Владимир Михайлович   | декабрь 1979 – июнь 1986    |
| Дружинин Алексей Андреевич    | июнь 1986 – январь 1990     |
| Потапенко Юрий Тимофеевич     | февраль – декабрь 1990      |
| Сентебов Анатолий Николаевич  | декабрь 1990 – декабрь 1991 |

## Транспорт
Через район проходит федеральная автомагистраль A119 «Вятка», а также Северная ветка Горьковской железной дороги (железнодорожные станции и разъезды Гирсово, Медянка, Чащинский, Юрья, Мечкино (законсервирована), Мосинский, Великая.

## Религия

### Великорецкий крестный ход
Среди значимых культурных событий особое место занимает Великорецкий крестный ход, проходящий ежегодно с 3 по 8 июня. Паломники несут икону Святителя Николая, чудесным образом появившуюся и найденную на берегу реки Великой. Паломники проходят по маршруту Киров — Бобино — Загарье — Монастырское — Великорецкое — Медяны — Мурыгино — Гирсово — Киров.
История крестного хода насчитывает более 600 лет, когда около 1400 года икону Святителя Николая перенесли в город Хлынов (ныне Киров) и обещали ежегодно приносить к месту явления. Самая большая численность было накануне Первой мировой войны. Тогда из Вятки к реке Великой двигалось 27 тысяч человек. Самая маленькая — всего 30 человек, пришлась на 1962 год, во время возобновления гонений на Церковь. Сейчас власти содействуют проведению крестных ходов — обрабатывают маршрут антиклещевыми препаратами, выделяют милицейское сопровождение, врачей. В 2008 году в ходе приняло участие около 10 000 человек.

## Известные люди, связанные с районом
- Бакин, Виктор Семёнович (род. 1 ноября 1957) — русский советский и российский писатель, журналист. Член Союза журналистов России (1984), член Союза писателей России (2003).  Жил на разъезде Мосинском Юрьянского района[30].
- Бакин, Владимир Гаврилович — родился 3 августа 1946 года в селе Монастырское — Государственный деятель, заслуженный экономист России, почётный профессор Вятского государственного университета, депутат заксобрания Кировской области.
- Васенин, Николай Максимович (1919—2014) — кавалер ордена Почётного легиона (Франция), участник французского Движения Сопротивления, родился в селе Пышак Юрьянского района.
- Дорофеев, Анатолий Васильевич[31] (25.03.1920—22.02.2000) — Герой Российской Федерации, родился в деревне Лызгач Юрьянского района
- Хвастанцев, Михаил Поликарпович (1919—1942) — Герой Советского Союза, родился в деревне Мизоньки Юрьянского района
- Шипицын, Михаил Дмитриевич (1920—2008) — Герой Советского Союза, родился в деревне Шипицыны Юрьянского района.